# Stanisław Brzozowski (inżynier)
Stanisław Brzozowski (ur. 19 maja 1889 w Myszkowicach, zm. 9 lipca 1959 w Gliwicach) – polski inżynier budowy mostów, profesor Politechniki Lwowskiej, po wojnie Politechniki Śląskiej w Gliwicach.
W 1916 ukończył studia na Wydziale Inżynieryjnym Szkoły Politechnicznej we Lwowie, po czym pracował w biurze budowy mostów Dyrekcji Kolei Państwowych we Lwowie. W 1924 obronił doktorat i wyjechał na studia do Francji. W 1927 habilitował się z teorii i budowy mostów na Politechnice Lwowskiej, od 1928 – profesor nadzwyczajny tej uczelni, od 1935 profesor zwyczajny, w latach 1933/1934 dziekan Wydziału Inżynieryjnego. W okresie radzieckiej okupacji Lwowa w grudniu 1940 kandydował do rejonowej rady delegatów pracujących.
W 1946, zmuszony do wyjazdu ze Lwowa zajętego przez ZSRR, osiadł w Gliwicach i objął katedrę budowy mostów na Politechnice Śląskiej.